# Mathias Rocher
Mathias Rocher (* 30. September 1989 in Rostock) ist ein deutscher Ruderer.

## Sportkarriere
Rocher belegte bei den Junioren-Weltmeisterschaften 2006 den zweiten Platz im Vierer ohne Steuermann. Bei den Junioren-Weltmeisterschaften 2007 gewann er im Einer ebenfalls Silber. 2008 siegte er im Doppelvierer bei der U23-Weltmeisterschaft. In seiner ersten Wettkampfsaison in der Erwachsenenklasse trat Rocher 2009 bei der Weltcupregatta in München zusammen mit Tim Bartels im Doppelzweier an und belegte den dritten Platz. Bei der Weltcupregatta in Luzern ruderte Rocher im Einer auf den vierten Platz. Auch bei den Ruder-Weltmeisterschaften 2009 trat er im Einer an und belegte den fünften Platz. 2010 saß Rocher im deutschen Doppelvierer, auf zwei zweite Plätze im Weltcup folgten vierte Plätze bei den Europameisterschaften und den Weltmeisterschaften.
Mathias Rocher ruderte für den SC Magdeburg. Bei den deutschen Meisterschaften 2010 gewann er die Bronzemedaille im Einer hinter Marcel Hacker und Eric Knittel.
Rocher beendete nach einem Bandscheibenvorfall im Januar 2013 seine leistungssportliche Karriere. Seit 2015 trainiert er die Junioren B im Ruderclub Alt-Werder Magdeburg.